# Claremont (California)
Claremont, fundada en 1907, es una ciudad ubicada en el condado de Los Ángeles en el estado estadounidense de California. En el año 2020 tenía una población de 37,266 habitantes y una densidad poblacional de 1,079.01 personas por km².

## Geografía
Claremont se encuentra ubicada en las coordenadas 34°6′36″N 117°43′11″O / 34.11000, -117.71972. Según la Oficina del Censo, la ciudad tiene un área total de 34,8 km² (13,4 mi²), de la cual 34,4 km² (13,3 mi²) es tierra y 0,7 km² (0,3 mi²) (2.08%) es agua.

### Localidades adyacentes
El siguiente diagrama muestra a las localidades en un radio de 8 kilómetros (5 mi) de Claremont.

## Demografía
Según la Oficina del Censo en 2000 los ingresos medios por hogar en la localidad eran de $113,528, y los ingresos medios por familia eran $133,939. La renta per cápita para la localidad era de $39,648.